# Amber Gray
Amber Gray debitantski je studijski album američkog grindcore sastava Gridlink. Album je 20. lipnja 2008. godine objavila diskografska kuća Hydra Head Records.

## Popis pjesama
| 1.    | »Amber Gray«              | 1:07 |
| 2.    | »3 Miles Below Sea Level« | 0:51 |
| 3.    | »The Jenova«              | 1:11 |
| 4.    | »Crash Logs«              | 0:59 |
| 5.    | »Black«                   | 1:07 |
| 6.    | »Pattern Recognition«     | 1:06 |
| 7.    | »Antitheist«              | 1:18 |
| 8.    | »Stake Knife«             | 1:13 |
| 9.    | »Asuka«                   | 0:34 |
| 10.   | »Burning Tiamat«          | 1:04 |
| 11.   | »Severence Package«       | 1:20 |
| 11:50 |                           |      |

## Zasluge
| Gridlink - Eva05 – vokali, umjetnički direktor - Matsubara – gitara - Fajardo – bubnjevi |  | Ostalo osoblje - Christopher Pierce – snimanje - Scott Kinkade – fotografija |